# Combate naval entre Puerto Francés y Chuspa
El Combate naval entre Puerto Francés y Chuspa sucedió el 13 de noviembre de 1813 entre las fuerzas navales republicanas pertenecientes a la Segunda República de Venezuela y los realistas partidarios de la Corona española entre la Bahía de Puerto Francés en la costa norte del municipio Brión del Estado Miranda y el pueblo de Chuspa en el municipio Vargas del Estado La Guaira.

## Antecedentes
Luego del éxito de la campaña de Oriente liderada por Santiago Mariño, Simón Bolívar recurre a Mariño en solicitud de fuerzas navales con que sitiar a la plaza de Puerto Cabello, y éste designa a Manuel Piar, por su experiencia en el ramo. En el segundo semestre de 1813  se formó en Cumaná una escuadra republicana compuesta por el bergantín "Arrogante Guayanés", las goletas "Colombiana', " Perla Carlota" y "Mariño", la cañonera "Independencia" y el jabeque "General Piar". Enterados los realistas que  los republicanos estaban preparando una escuadrilla en Cumaná y otra en Cartagena para bloquear a Puerto Cabello, convocan a una Junta de Guerra a bordo del bergantín “Celoso”, en la cual se decide alistar a los bergantines “Alerta” y “Celoso” para hacerse a la mar, buscar y destruir a los republicanos.

## Batalla
El 13 de noviembre entre Puerto Francés y Chuspa, al este del puerto de La Guaira, se produce el combate naval de  con la escuadrilla patriota al mando del General Manuel Piar, y la realista al mando del capitán de Fragata Agustín María de la Cueva. Después de un reñido combate los realistas se retiraron derrotados a Puerto Cabello, con fuertes averías en la obra muerta y  el velamen, mientras que los patriotas tuvieron tres muertos y heridos. En el combate queda herido el gobernador de la provincia de Cumaná José Francisco Azcue.

## Consecuencias
Los realistas derrotados se dirigieron a Puerto Cabello que estaba siendo sitiada por Simón Bolívar sin cumplir la misión de erradicar la escuadra enemiga formada en Cumaná y la escuadra republicana se dirigió a La Guiara para reabastecerse y reparar las averías, allí se le incorporan las goletas “Atrevida” y “Juana” y las lanchas cañoneras “Venturosa” y “Ligera” para salir luego a establecer el bloqueo a Puerto Cabello en combinación con el sitio establecido por el Libertador.